# Secaderos
Secaderos és una pel·lícula dramàtica hispano-estatunidenca del 2022 escrita i dirigida per Rocío Mesa protagonitzada per Adar Mar Lupiañez i Vera Centenera.

## Argument
Ambientada al camp de la Vega de Granada, la trama segueix les històries d'una nena de 7 anys de la ciutat (Vera) que se sent bé durant les seves vacances al poble i una adolescent local (Nieves) que se sent engabiada. en el mateix entorn, així com un monstre màgic fet de fulles de tabac.

## Repartiment
- Vera Centenera com a Vera[3]
- Ada Mar Lupiáñez com a Nieves[3]
- Tamara Arias[3]

## Producció
La pel·lícula va ser produïda per La Claqueta PC, La Cruda Realidad, Un Capricho de Producciones, i Secaderos La Película AIE alongside Amplitud Inc., i en associació amb DDT Efectos Especiales i Fourminds Films, amb la participació de Canal Sur, i el suport de l'ICAA i ICEC. Va ser rodat amb un repartiment no professional (a excepció de Tamara Arias) a lA Vega de Granada.

## Llançament
El món del cinema es va estrenar al Festival Internacional de Cinema de Sant Sebastià 2022 el 18 de setembre de 2022. Distribuïda per Begin Again Films, es va estrenar a les sales d'Espanya el 2 de juny de 2023.

## Recepció
Carlos Marañón de Cinemanía ha valorat la pel·lícula amb 4 sobre 5 estrelles, valorant que la presència fantàstica aconsegueix "il·luminar una reflexió adulta sense maniqueisme sobre la vida rural".
Javier Ocaña d’El País, ha observat les afinitats entre Secaderos i El agua i va escriure que el director "va compondre una obra molt lliure i recòndita" mitjançant "metàfores clares i senzilles, però molt efectives".
Daniel Grandes de Mondo Sonoro va puntuar la pel·lícula amb 8 punts sobre 10, considerant-la "una mostra impecable de realisme màgic".

## Reconeixements
| Any  | Premi                                                  | Categoria                           | Nominat                             | Resultat  | Ref    |
| ---- | ------------------------------------------------------ | ----------------------------------- | ----------------------------------- | --------- | ------ |
| 2022 | Festival Internacional de Cinema de Sant Sebastià 2022 | Premi Dunia Ayaso                   | Premi Dunia Ayaso                   | Guanyador | [ 14 ] |
| 2023 | 2023 South by Southwest                                | Premi del Públic (Secció 'Visions') | Premi del Públic (Secció 'Visions') | Guanyador | [ 15 ] |
| 2024 | 3rs Premis Carmen                                      | Millor director novell              | Rocío Mesa                          | Pendent   | [ 16 ] |
| 2024 | 3rs Premis Carmen                                      | Millor banda sonora original        | Paloma Peñarrubia                   | Pendent   | [ 16 ] |
| 2024 | 3rs Premis Carmen                                      | Millor direcció artística           | Sergio Mauriño                      | Pendent   | [ 16 ] |
| 2024 | 3rs Premis Carmen                                      | Millor disseny de vestuari          | Merche Sanz                         | Pendent   | [ 16 ] |
| 2024 | 3rs Premis Carmen                                      | Millors efectes especials           | Amparo Martínez                     | Pendent   | [ 16 ] |
| 2024 | Premis Gaudí de 2024                                   | Millors efectes visuals             | David Martí, Montse Ribé            | Pendent   | [ 17 ] |